# Zenko-ji

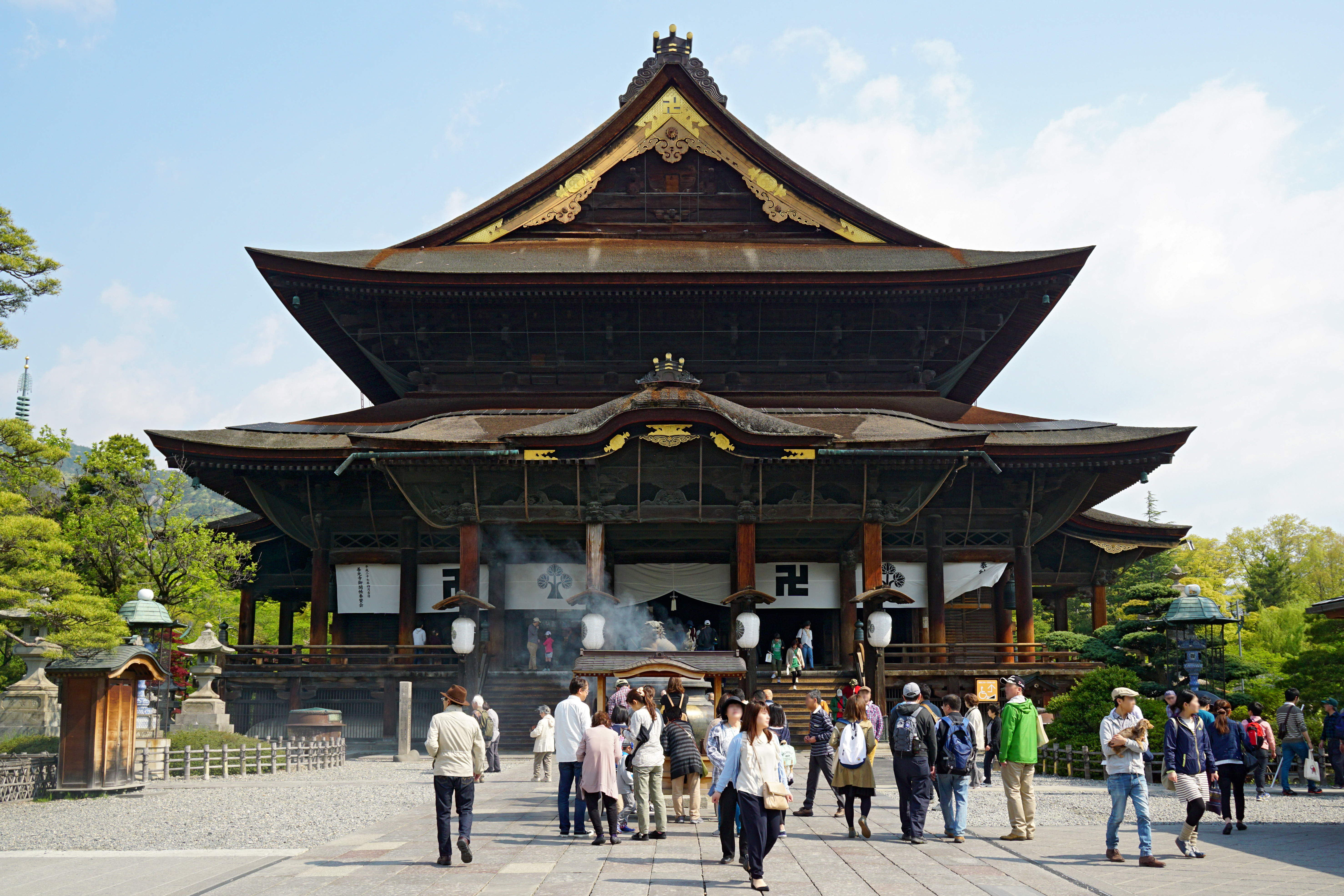
La entrada principal de templo.

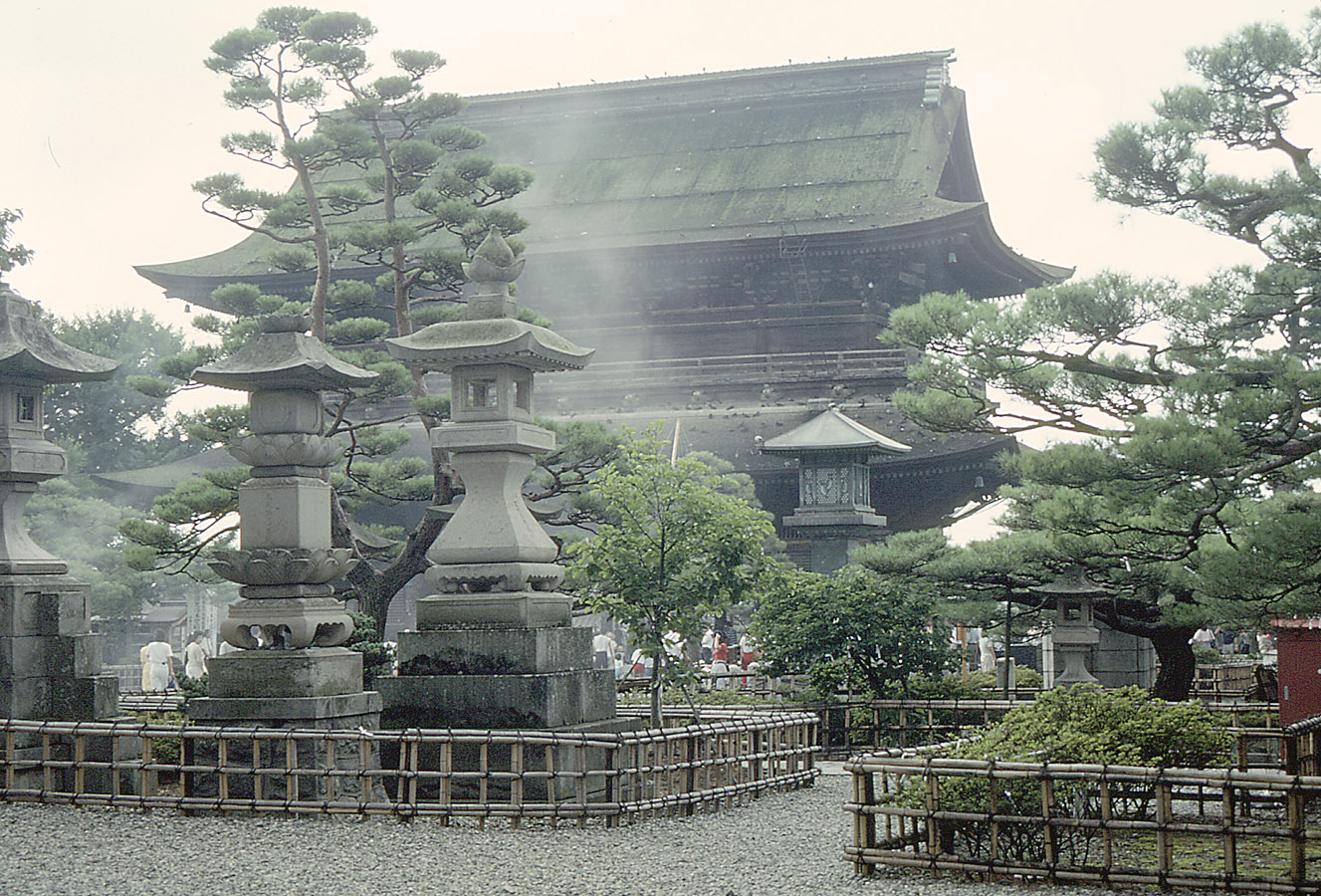
Los jardines del templo.

Zenkō-ji (善光寺) es un templo budista situado en Nagano, Japón. El templo fue construido en el siglo VII. La ciudad de Nagano, establecida en 1897, fue originalmente construida alrededor del templo.
Históricamente, Zenko-ji es quizás el templo más famoso por su participación en los combates entre Uesugi Kenshin y Takeda Shingen en el siglo XVI, cuando sirvió como una de las bases de operaciones de Kenshin. En la actualidad, Zenko-ji es uno de los pocos lugares de peregrinación que aún quedan en Japón. 
Zenko-ji fue fundado antes del que el budismo en Japón se dividiera en varias ramas, por lo que actualmente pertenece a las escuelas budistas Tendai y Jōdoshū. El templo consagra la figura del Buda Amida; según la leyenda, la imagen, que causaba disputas entre dos clanes, fue tirada al río. Fue rescatada después por Yoshimitsu Honda. El templo fue nombrado Zenkō debido a la transliteración del nombre "Yoshimitsu" al chino.
La imagen principal budista es un hibutsu (Buda oculto), una estatua escondida de Buda que no se muestra al público. Este hibutsu podría ser primera estatua de Buda traída a Japón. Los mandamientos del templo requieren el secreto absoluto de la estatua, que prohíben que se muestre a nadie, incluyendo el sacerdote principal. Sin embargo, se ha creado una réplica de la estatua (Maedachi Honzon) que se puede observar públicamente una vez cada seis años en la primavera, en una ceremonia llamada Gokaichō. Este evento atrae a muchos devotos y visitantes.

## Galería

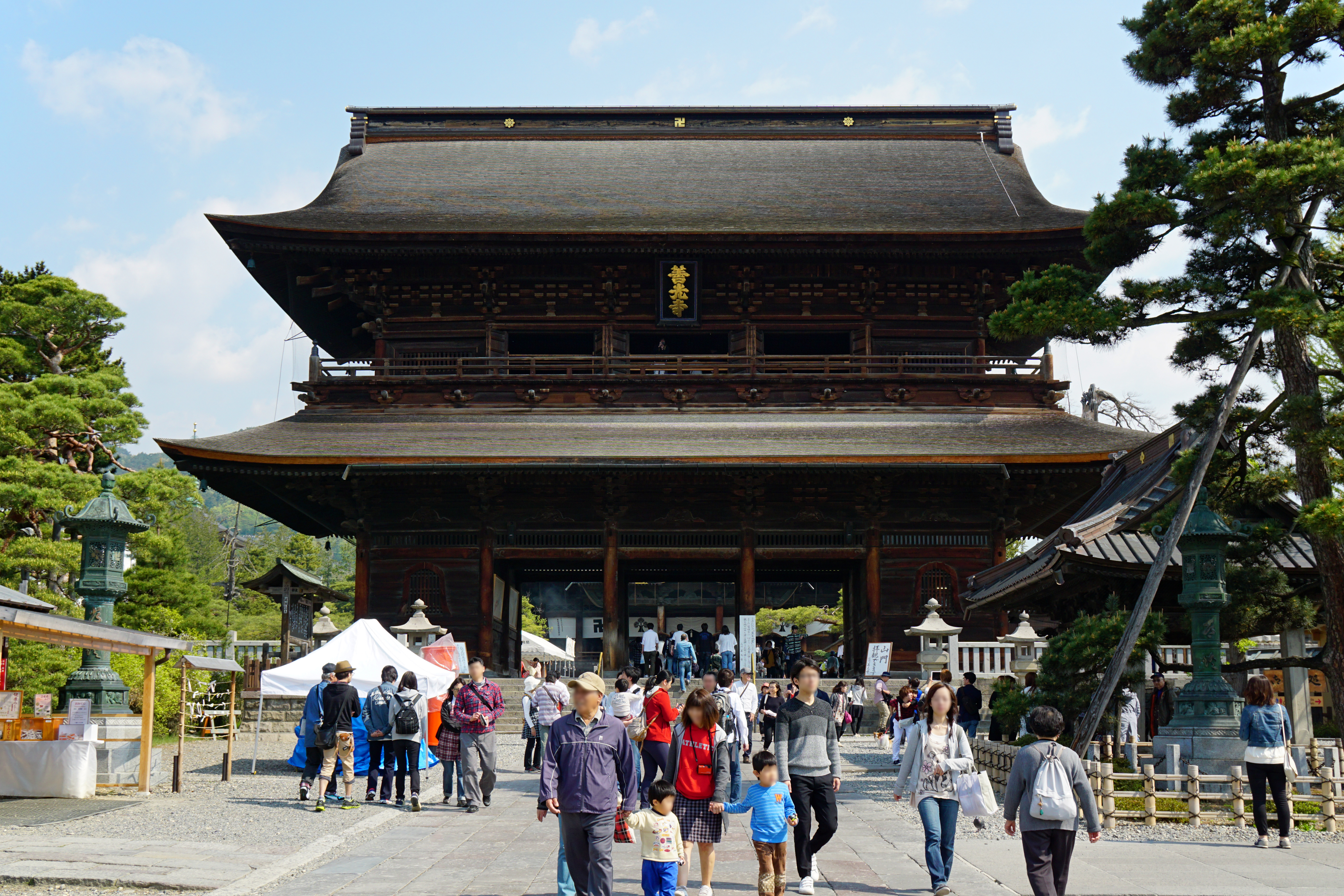
La puerta Sanmon.
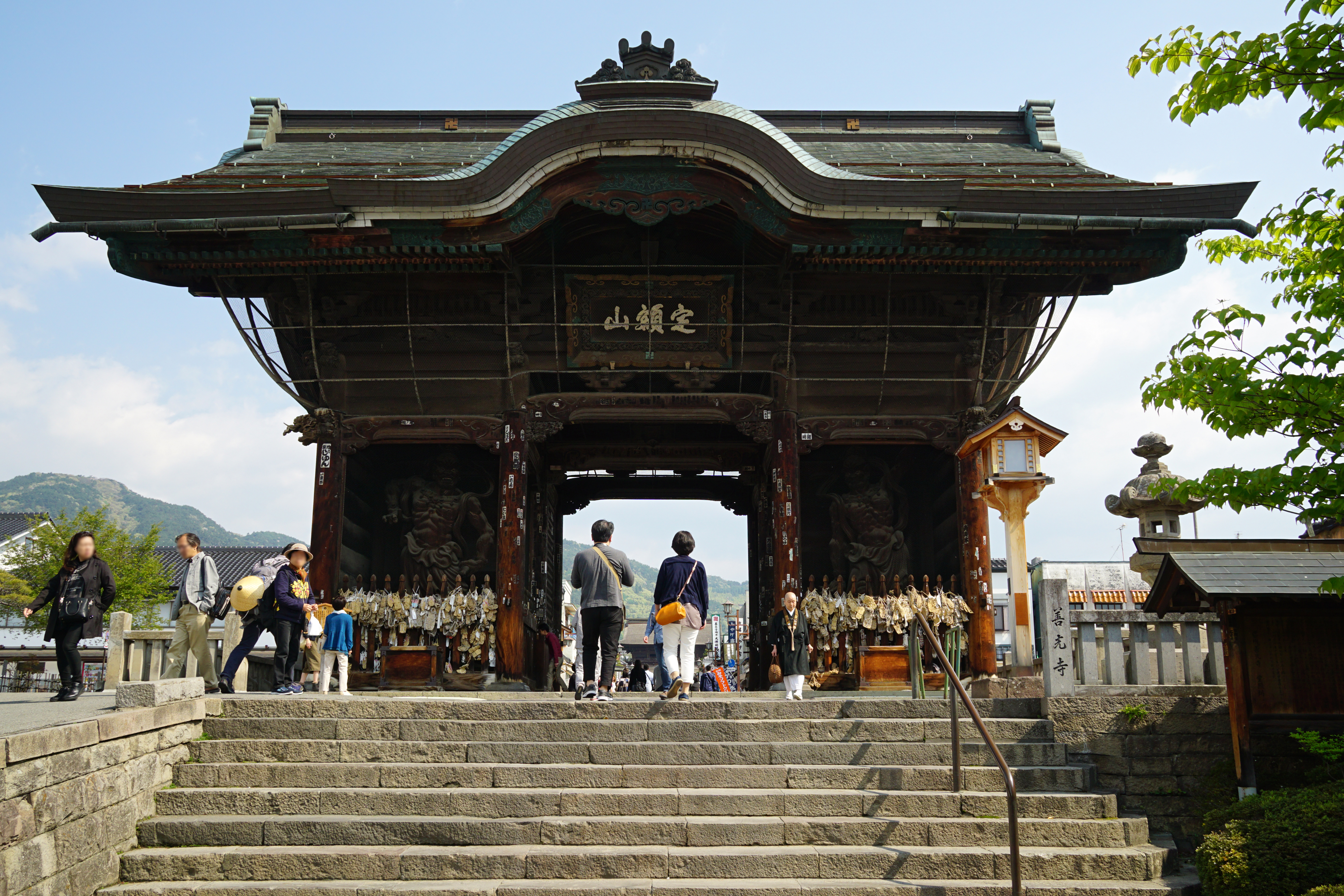
La puerta Niōmon.
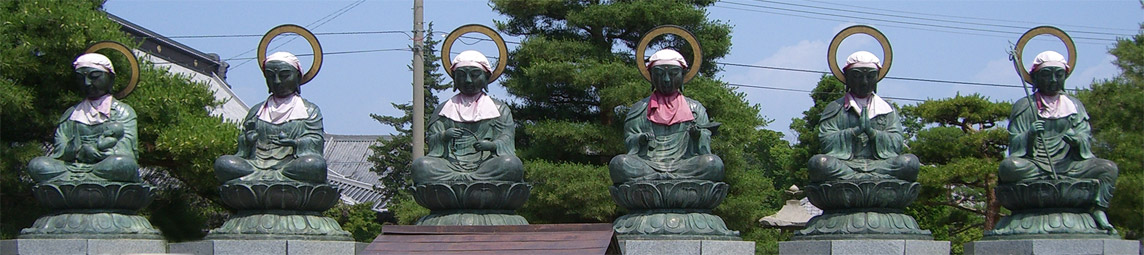
El Rokujizō.
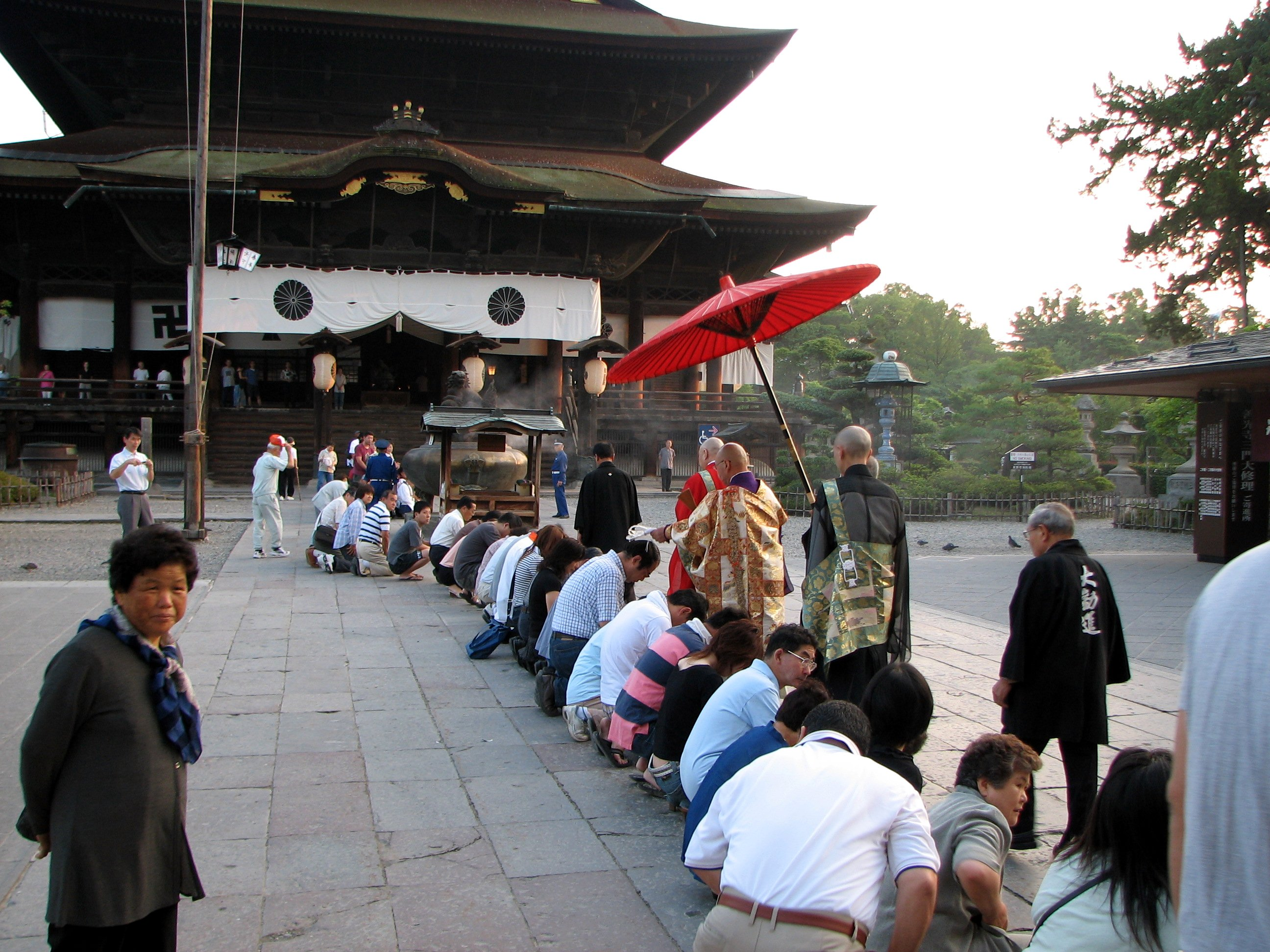
Un gran sacerdote repartiendo bendiciones a los fieles en el templo.

- Datos: Q189640
- Multimedia: Zenkō-ji / Q189640